# Lahakat Shiru
 (хебр. להקת שירו‎; у преводу Певачка група) био је краткотрајни израелски музички пројекат из 1993. наменски састављен за потребе наступа Израела на Песми Евровизије 1993. у ирском Милстриту. Групу је чинило пет чланова: Сарале Шарон (као главни вокал), Ракел Хајм, Бени Надлер, Ги Брака и Јулија Пројтер.  
Група се у Ирској такмичила са песмом Shiru (у преводу Запевајмо песму) која је са свега 4 освојена бода заузела претпоследње 24. место, и то је био најлошији израелски пласман у дотадашњој историји учешћа на том фестивалу. 